# スペインのビール
スペインのビールでは、スペインで醸造されるビールの概要について記す。

## 概要
ビール全般はスペイン語でCerveza（セルヴェッサ、セルベサ）と呼ぶ。生ビールのようにグラスで提供されるものはcaña（カーニャ）と呼ばれる。
スペインのビール生産高は2009年時点で世界10位となっている。

## 歴史
紀元前300年頃、現在のスペインであるイベリア半島は共和政ローマの属州であったが、イベリア半島の住人であったケルト人は盛んにビールを醸造していた。イベリア半島で作られるビールはセリア、セルヴィジアと呼ばれており、現在のスペイン語のビール、Cervezaの語源となると共に、ビール酵母の学名サッカロマイセス・セレビシエ（Saccharomyces cerevisiae）の語源となっている。

## 人気の銘柄
スペインで人気のビールの銘柄を以下に記す。
- マオウ（英語版）（Mahou、マドリード）
- アギラ (ビール)（スペイン語版）（Águila、マドリード）
- クルス・カンポ（スペイン語版）（Cruzcampo、セビーリャ）
- ペラ・ドラダ（Perla Dorada、セビーリャ）
- アルハンブラ（英語版）（Alhambra、グラナダ）
- サン・ミゲル（San Miguel、レリダ）
- エストレージャ・ダム（Estrella Damm、バルセロナ）
- ダム（Damm-Bier、バルセロナ）
- アンバー（Ambar、サラゴサ）